# Могила Аскіа
16°17′23″ пн. ш. 0°2′40″ зх. д. / 16.28972° пн. ш. 0.04444° зх. д.
Могила Аскіа — глинобитна споруда висотою 17 м у малійському місті Гао. В ній похований Мохаммед I Аскіа (1442—1538) — засновник могутньої середньовічної держави Сонгаї, перший з правителів Сахеля, що прийняв іслам. Є найбільшою доколоніальною будівлею, що збереглась, в регіоні.
Пірамідальна гробниця, дві історичні мечеті і середньовічне кладовище в Гао включені в список Всесвітньої спадщини ЮНЕСКО.